# Jean Laurent (football)
Pour les articles homonymes, voir Laurent et Jean Laurent.
Jean Laurent, né le 30 décembre 1906 à Maisons-Alfort et mort le 14 mai 1995 à Bourbon-l'Archambault, est un footballeur international français. Comptant neuf sélections avec l'équipe de France, il a été sélectionné pour disputer la Coupe du monde 1930 en Uruguay.  

## Biographie
Jean Laurent occupe le poste de défenseur. Il est le grand frère de Lucien Laurent, qui est également international et auteur du premier but de l'histoire de la Coupe du monde de football.
Jean Laurent joue au CA Paris, au FC Sochaux, au Club français, au Stade rennais, puis au Toulouse FC. Il évolue en équipe de France entre 1930 et 1932 pour un total de 9 sélections. Il prend part à la Coupe du monde 1930.

## Palmarès
- Sélectionné à la Coupe du monde 1930.